# Ирина (Сату Маре)
Ирина (рум. Irina) насеље је у Румунији у округу Сату Маре у општини Андрид. Oпштина се налази на надморској висини од 113 m.

## Становништво
Према подацима из 2002. године у насељу је живело 560 становника.

### Попис2002.
| Расподела становништва по националности 2002.‍ | Расподела становништва по националности 2002.‍ | Расподела становништва по националности 2002.‍ | Расподела становништва по националности 2002.‍ | Расподела становништва по националности 2002.‍ |
| --------------------------------------------- | --------------------------------------------- | --------------------------------------------- | --------------------------------------------- | --------------------------------------------- |
|                                               |                                               |                                               |                                               |                                               |
| Румуни                                        | Румуни                                        |                                               | 48                                            | 8,6%                                          |
| Мађари                                        | Мађари                                        |                                               | 491                                           | 87,7%                                         |
| Роми                                          | Роми                                          |                                               | 21                                            | 3,8%                                          |